# Carl Johnson
Carl "CJ" Johnson är en fiktiv figur, vars röst görs av Young Maylay, i Grand Theft Auto-videospelserien. Han fungerar som huvudperson och rollperson i videospelet Grand Theft Auto: San Andreas. Genom hela spelet stiger CJ i betydelse efter hand som han framgångsrikt slutför allt svårare uppgifter.

## Före spelet
År 1987, fem år före händelserna i spelet, orsakar CJ oavsiktligt sin bror Brians död. Strax därefter beslutar CJ sig för att lämna gänglivet bakom sig genom att flytta till Liberty City, där han börjar arbeta med Joey Leone, med bilstölder.